# Eryopidae
Gli eriopidi (Eryopidae) sono una famiglia di anfibi estinti, appartenenti al gruppo dei temnospondili. Vissero tra il Carbonifero superiore e il Permiano medio (circa 306 – 270 milioni di anni fa), e i loro resti sono stati ritrovati in Europa e in Nordamerica.

## Descrizione
Di dimensioni medio – grandi (1 –2 metri di lunghezza), gli eriopidi sono stati per lungo tempo tra i principali predatori delle paludi carbonifere e permiane; furono tra i primi anfibi specializzati a ricoprire questa nicchia ecologica. Il corpo era generalmente tozzo e compatto, mentre le corte zampe sporgevano ai lati del corpo. Le vertebre erano molto robuste, al contrario dei precedenti anfibi carboniferi, ad indicare che questi animali potevano spostarsi senza problemi sulla terraferma. In senso cladistico, sono definiti come tutti quegli eriopoidi dotati di cavità interpterigoidee (spazi nell'osso interpterigoide) arrotondate nella parte anteriore, e di grandi narici esterne (Laurin e Steyer, 2000).

## Classificazione
La famiglia Eryopidae è definita a livello cladistico come tutti gli Eryopoidea dotati di spazi nell'osso interpterigoide arrotondati nella parte frontale, e dotati di grandi narici esterne (Laurin e Soler-Gijon, 2006). Il genere tipo, e anche il più rappresentativo, è Eryops del Permiano inferiore nordamericano. Più antico e primitivo era Glaukerpeton, anch'esso nordamericano ma proveniente da strati del Carbonifero superiore. In Europa sono noti Onchiodon del Permiano inferiore e Clamorosaurus del Permiano medio. Il genere Actinodon, sempre europeo, è a volte ascritto a questa famiglia.